# Psephis gemalis
Psephis gemalis là một loài bướm đêm trong họ Crambidae.